# تنجرین دریم
تنجرین دریم یکی از تأثیرگذارترین گروه‌های موسیقی الکترونیک آلمانی است، که در سال ۱۹۶۷ با ترکیب ابتدایی توسط اتگار فروزه به‌همراه کلاوس شولتز به‌عنوان نوازندهٔ طبل و کنراد شنیتزلر به‌عنوان نوازندهٔ ویولن و ویولنسل، در برلین آلمان تشکیل شد. از سال ۱۹۷۰ ترکیب اعضای گروه به مدت هفت سال بدون تغییر باقی ماند. عبارتند از اتگار فروزه، کریست فرانکه و پیتر بوومن. عضو دیگر پشت صحنه و پنهان گروه، خانم مونیک فروزه همسر اتگار فروزه است که او عهده‌دار طراحی روی جلد آلبوم‌ها و طراحی صحنه اجراهای زنده گروه بود و با پیدا کردن ایده‌های نو و تازه در پیشرفت گروه نقش مؤثری داشته و در اکثر اجراهای زنده گروه در پشت صحنه حضور داشته است.